# Letnie Grand Prix kobiet w kombinacji norweskiej 2018
Letnie Grand Prix kobiet w kombinacji norweskiej 2018 – pierwsza w historii edycja cyklu Letniej Grand Prix kobiet w kombinacji norweskiej. Sezon składał się z dwóch konkursów indywidualnych. Rywalizacja rozpoczęła się 18 sierpnia 2018 w Oberwiesenthal, a zakończyła się dzień później również w tej samej miejscowości.
W klasyfikacji generalnej zwyciężyły ex aequo Stiefanija Nadymowa i Tara Geraghty-Moats, który po razie wygrywały zawody i zajmowały drugie miejsce. Na trzeciej pozycji uplasował się Jenny Nowak, która tę samą lokatę zajęła także w obu konkursach.

## Kalendarz i wyniki
| Lp | Data             | Miejscowość    | Konkurencja            | 1. miejsce          | 2. miejsce          | 3. miejsce  |
| -- | ---------------- | -------------- | ---------------------- | ------------------- | ------------------- | ----------- |
| 1. | 18 sierpnia 2018 | Oberwiesenthal | Gundersen HS106/4,5 km | Stiefanija Nadymowa | Tara Geraghty-Moats | Jenny Nowak |
| 2. | 19 sierpnia 2018 | Oberwiesenthal | Gundersen HS106/4,5 km | Tara Geraghty-Moats | Stiefanija Nadymowa | Jenny Nowak |

## Klasyfikacja generalna
| Miejsce | Zawodniczka            | Występy | Punkty |
| ------- | ---------------------- | ------- | ------ |
| 1.      | Stiefanija Nadymowa    | 2       | 180    |
| 1.      | Tara Geraghty-Moats    | 2       | 180    |
| 3.      | Jenny Nowak            | 2       | 120    |
| 4.      | Lisa Hirner            | 2       | 100    |
| 5.      | Sophia Maurus          | 2       | 81     |
| 6.      | Annemarii Bendi        | 2       | 77     |
| 7.      | Anastasija Gonczarowa  | 2       | 76     |
| 8.      | Swietłana Gładikowa    | 2       | 72     |
| 9.      | Triinu Hausenberg      | 2       | 53     |
| 10.     | Dajana Achmietwalijewa | 2       | 52     |
| 11.     | Eva Hubinger           | 2       | 29     |